# دوروثي شنايدر
دوروثي شنايدر (بالألمانية: Dorothee Schneider)‏ هي فارسة سباق ألمانية، ولدت في 17 فبراير 1969 في فيسبادن في ألمانيا.

## وصلات خارجية
- دوروثي شنايدر على موقع الاتحاد الدولي للفروسية (الإنجليزية)
- دوروثي شنايدر على موقع FEI (رابط بديل) (الإنجليزية)
- دوروثي شنايدر على موقع اللجنة الأولمبية الدولية (الإنجليزية)
- دوروثي شنايدر على موقع أوليمبيديا (الإنجليزية)
- دوروثي شنايدر على موقع اللجنة الأولمبية الألمانية (الألمانية)